# 주자영
주자영(1972년 4월 17일 ~ )은 대한민국의 성우이다. 2003년 온미디어 성우극회 5기로 입사하였다. 전속기간인 2006년까지는 아따맘마, 달빛천사, 학원 앨리스 등에서 조연급 캐릭터를 맡았지만 프리랜서가 된 이후로는 광고 녹음을 위주로 활동하고 있다.

## 주요 출연작

### 애니메이션
- 갤럭시 엔젤 (투니버스) - 포르테 슈트렌
  - 갤럭시 엔젤Z (애니맥스) - 포르테 슈트렌
  - 갤럭시 엔젤A (애니맥스) - 포르테 슈트렌 / 소년
- 꼬마 마법사 레미 비밀편 (투니버스) - 마조 크로스
- 나루토 (투니버스) - 아키미치 쵸지(전기)
- 드래건 드라이브 (투니버스) - 엘 / 캐스터
- 레이브 (투니버스) - 에밀리아 레아그로브
- 달빛천사 (투니버스) - 이즈미
- 무적왕 트라이제논 (투니버스) - 무나카나 소라
- 미도리의 나날 (투니버스) - 타키구치 유카
- 스타오션EX (투니버스) - 오페라 벡트라
- 여신님! 작다는 건 편리해 (투니버스) - 림프
- 아따맘마 (투니버스) - 왕주화, 진주 엄마, 인테리어
- 정글은 언제나 맑음 뒤 흐림 (투니버스) - 레베카
- 조이드 (투니버스) - 루이즈 테레사 캠포스
- 짱구는 못말려 (투니버스) - 옆집 아줌마 / 은혜
- 최유기 리로드 (투니버스) - 관음 보살
- 최유기 리로드 건락 (투니버스) - 관음 보살
- 마루코는 아홉살 (투니버스) - 나르 / 하나와 카즈히코
- 크르노 크루세이드 (투니버스) - 진 선생님
- 탐정학원 Q (투니버스) - 미스 유리에
- 택틱스 (애니맥스) - 도우지
- 숲속의 왕자 무시킹 (투니버스) - 쵸크
- 학원 앨리스 (투니버스) - 차시혁
- 파워레인저 SPD (투니버스) - 서큐버스
- 기동아 부탁해 (투니버스) - 희동이 원래주인 할머니
- 날아라 호빵맨 (투니버스) - 양선생님
- 개구리 중사 케로로 (투니버스) - 한별
- 반항 하지마 (투니버스) - 타카하마
- 오토기조시 (애니맥스) - 긴타로 / 해설
- 따끈따끈 베이커리 (투니버스) - 남동생
- 쾌걸 조로리 (투니버스) - 메두사 / 여왕
- 왕도둑 징 (투니버스) - 엄마
- 행복한 세상의 족제비 (투니버스) - 아줌마 족제비
- 상상 꾸러기 모나 (투니버스) - 조지
- 맡겨줘 돌고래 (투니버스) - 땅땅이 엄마
- 마법전사 리우이 (퀴니) - 이자벨
- 고스트 바둑왕 (투니버스) - 신도우 미츠코 / 가네코
- 스타오션EX (투니버스)
- 파워레인저 다이노썬더 (투니버스) - 테라노돈
- 15살, 나 살아있어요 (투니버스) - 선생님
- 외면하는 아이들 (투니버스)
- 황당용사 욜라세다 (투니버스) - 욜라세다 엄마
- 기동무투전 G건담 (투니버스) - 나스타샤
- 엑스 드라이버 (투니버스) - 여자2
- 나나 6/17 (투니버스) - 간호사 / 주자영
- 숲속의 전설 무시킹 (투니버스) - 루네
- 카레이도 스타 (투니버스) - 여 경찰
- 무적코털 보보보 (투니버스)
- GTO (투니버스) - 타카하마 / 우에하라 엄마 / 요코
- 몬스터 (투니버스) - 기자 3 / 헹켈 / 간호사 1 / 룽게 부인
- 아가사 크리스티의 명탐정 포와로와 마플 (투니버스) - 점원
- 에어마스터 (투니버스)
- 건퍼레이드 마치 (투니버스)
- 으랏차차 삼총사 (투니버스) - 시장
- 울프스 레인 (투니버스) - 노파
- 상상꾸러기 모나 (투니버스) - 조지
- 전쟁과 축구 (투니버스) - 엄마
- 비너스 전기 (DVD)
- 디지몬 프론티어 극장판

### 영상물
- 2008 인권 선언

### 방송
- 도전 성공시대 (SBS)
- 열린채널 (KBS)
- MBC 뉴스데스크 (MBC)
- 후플러스 (MBC)
- MBC 뉴스투데이 (MBC)
- 프렌치 다이어리 (올리브)
- 걸스 온 탑 (SBS MTV)
- 말괄량이 마법학교 (투니버스)
- 가면라이더 드래건 (투니버스)
- 문화사색 (MBC)

### 영화
- 디 워 - 병원 안내

### 외화
- 가면라이더 파이즈 (투니버스) - 유지 어머니 / 미용실 원장 / 게이코 엄마

### 게임
- 라쳇 & 클랭크 (PS2) - 여자 벤도어 / 오퍼레이터 / 마트론 도우미
- 킹덤 언더 파이어 - 모루인
- 월드 오브 워크래프트 - 타우렌 여자 플레이어 / 타우렌 NPC

### CF모델
- 팔도 왕뚜껑
- 삼성전자 하우젠
- LG생활건강 수려한
- KTF
- 20세기 라틴 아메리카 거장전
- 지마크
- 쌍용자동차 액티언
- STX건설 STXW타워
- 아들
- 다올부동산신탁
- 삼성전자 애니콜
- 삼성전자 케녹스
- 삼성전자 파브
- 삼성전자 파브 홈시어터
- 삼성전자 지펠
- 현대자동차
- 현대자동차 싼타페
- 현대자동차 베라크루즈
- 현대자동차 쏘나타
- 현대자동차 아반떼
- 현대자동차 그랜저
- 도미노피자
- 로벤타
- 기아자동차 오피러스
- 소니 사이버샷
- 아모레퍼시픽 아이오페
- 아모레퍼시픽 한율
- 아모레퍼시픽 헤라
- 아모레퍼시픽 헤라 옴므
- 아모레퍼시픽 려
- 쌍용자동차 로디우스
- 쌍용자동차 카이런
- GM대우 토스카
- GM대우 윈스톰
- 롯데제과 와
- 롯데제과 칩스웰
- 롯데제과 빈츠
- 롯데제과 아트라스
- 롯데제과 블루베리바
- 롯데제과 애니타임
- 눈물이 주륵주륵
- 삼성제약 까스명수
- 실키웨어
- 미스터피자
- 한국P&G 팬틴
- SK텔레콤
- 시세이도
- 랑콤
- 국민참여당 경기도 지사 후보 유시민
- 국제약품
- GS건설 자이
- 서울우유 퓨오레
- 한국증권금융
- 큐리텔
- LG생활건강 오휘
- LG생활건강 숨
- LG생활건강 더블리치
- LG생활건강 OPA
- LG생활건강 라끄베르
- LG생활건강 리엔
- LG생활건강 죽염치약
- LG생활건강 엘라스틴
- LG생활건강 보닌
- 경남기업 경남아너스빌
- 한국얀센 타이레놀
- 대상 한우 감치미
- LG
- 현대해상화재보험 하이카다이렉트
- 유기농 360 밸런스
- 에몬스 가구
- 남양유업 앳홈
- 온세텔레콤 008
- 현대모비스
- 한국야쿠르트 헬리코박터 프로젝트 윌
- 피죤
- 아비노
- 오스템 임플란트
- 애경 에스따르
- 더블파크
- 농심 건면세대
- SK네트웍스 스피드메이트
- SKY
- 계룡건설
- LG전자 싸이언 뉴 초콜릿
- LG전자 휘센
- LG전자 엑스캔버스
- LG전자 디오스
- 익서스
- 금호타이어 아이젠
- 웅진코웨이
- KCC
- 남양유업 불가리스
- 우리금융그룹
- KCC KCC페인트
- KCC KCC페인트
- 대우건설 푸르지오
- KTX
- 세정 인디안
- SK에너지 엔크린
- 경동나비엔
- 랑콤
- 롯데백화점
- 제주특별자치도
- 옥시레킷벤키저 에어윅
- 신한금융투자
- 경기지방공사
- ANN
- 현대카드
- 두산건설
- 불꽃처럼 나비처럼
- 드림걸즈
- 피죤
- 신협
- 엠코
- T자동로밍
- 하나로텔레콤
- 농협
- 시세이도
- 천지양
- 비바패밀리
- 파스퇴르 무지방요거트스무디
- 네이트 드라이브
- 영진약품 큐텐
- 웅진식품 할리스 커피온 바바
- 빈스 에비뉴
- 현대중공업
- 신한금융그룹
- 하나금융그룹
- 하나금융플라자
- 하나카드
- 아시아나항공
- LG생활건강 이자녹스
- KB국민은행
- 성원건설 성원 상떼빌
- 롯데칠성음료 오늘의 차
- 소망화장품 꽃을 든 남자
- KB국민은행
- 인상파 거장전
- 중흥건설
- 금호아시아나
- 코오롱건설
- 서울G20정상회의
- 농협생명
- 농협화재
- 롯데손해보험
- NH생명
- NH화재
- 천지양
- 16000-16000
- 하우머치
- 이튼타워
- 칸스톤
- 한화
- 한화L&C
- 한화건설 꿈에그린
- 광동제약
- 광동제약 광동 우황청심원
- 광동제약 광동 힘찬하루 헛개차
- 대원건설
- 코오롱제약 비코그린 플러스
- 대한화재
- 리드코프
- 현대산업개발 아이파크
- 한샘
- 휘슬러
- SK건설 SK엠시티
- 피자헛
- 천지향
- 존슨앤드존슨 뉴트로지나
- 아비노
- 일동후디스 하이키드
- 일동후디스 케어3
- 삼성
- 지웰시티
- 폰타나
- LG텔레콤 패스온
- 신영 지웰시티
- KT 네스팟 스윙
- 제일은행
- 금호건설 어울림
- 미래에셋
- t
- G마켓
- 옥션
- 뱅키스
- 한국투자증권
- 다올
- 빅팟카드
- 도비도스
- 까사미아
- 대신증권
- 대우일렉트로닉스 클라쎄
- 마임
- 팔도 비빔면
- 유니베라
- 동아오츠카 아미노벨류
- 매일유업
- 엑스필에스
- SC제일은행
- 파스퇴르 진한 생과즙 딸기 우유
- 추풍령 감자탕
- 추풍령 묵은지
- 롯데칠성음료 게토레이
- 오뚜기 컵누들
- 이에스바이오텍
- 지구스피루리나
- 노스모큐
- 리바트
- 동부대우전자 써머스
- 중부대학교
- 칸딘스키와 러시아 거장전
- 증평장뜰인삼
- 임실치즈
- 맥도날드
- 광주
- 밀리오레
- 하이해리엇
- 제천국제영화음악제
- 크로커다일 레이디
- 마인드브릿지
- PAT
- LG패션 라푸마
- 비비안
- 애시워스
- 세정 인디안
- 쌍방울 트라이
- 남양유업 17차
- 메타폴리스 몰
- 메타폴리스
- A3F
- MBC TPEG
- LG파워콤 엑스피드
- 하나로통신 하나포스
- 미샤
- GS홈쇼핑
- LG홈쇼핑
- CJ홈쇼핑
- 롯데홈쇼핑
- 호반건설
- 외환카드
- KT
- 베르디움
- 골프존
- e1
- 대상 청정원 햇살담은 간장
- 코원
- 목우촌
- 갤러리아
- 정식품 썬몬드
- 동아방송예술대학
- 우미건설
- 야마하
- 인프레스
- 슈퍼뉴잉
- 교보증권
- 경기도
- 쥬얼리시티
- 빌립
- T.G.I friday's
- 좋은사람들 보디가드
- 에버
- 에프홀릭
- msi
- 롯데삼강 돼지바
- 위닉스
- 제너시스 bbq
- 현대해상화재보험 하이라이프
- 슈퍼스타감사용
- 인켈
- CJ푸드빌 뚜레쥬르
- 노블레스타워
- 모아 미래도
- 갤러리아백화점
- 쉐보레
- 이트레이드증권
- hp 엔비
- 템퍼
- 듀오락
- 화성 파크드림
- 300
- 해냄 정글만리
- 스포츠토토
- 제일화재
- 증권업협회
- 공익광고협의회
- 보건복지부
- 코레일
- 국가브랜드위원회
- 한국전력
- 데이콤
- 한국전기안전공사
- 롯데리아 아보카도 통새우버거
- 교통안전공단
- 산업자원부
- 건설교통부
- 한국도로공사
- 중앙선거관리위원회
- 복권위원회
- 국민체육진흥공단
- 국민연금
- GS카넷
- 다음
- 다영푸드 신토불이
- 국순당
- 부방테크론 전기밥솜 리홈

### 예고
- 기쁜우리 젊은날 (SBS)
- 동상이몽 (OCN)
- SBS 전망대 (SBS)
- 3 몬스터
- 알포인트
- 팜므파탈

### 홍보영화
- KBS아트비전